# Kobieta z wydm (powieść)
Kobieta z wydm (jap. 砂の女 Suna no onna) – powieść japońskiego pisarza Kōbō Abe, opublikowana w 1962 r.
W Kobiecie z wydm doszukiwano się wpływów twórczości Kafki oraz pisarzy egzystencjalnych. Powieść została przetłumaczona na wiele języków, a w 1964 r. sfilmowana przez Hiroshiego Teshigaharę. Autorem scenariusza adaptacji był sam Kōbō Abe.
Nauczyciel Niki Jumpei podczas wakacji może się zająć swoją życiową pasją – owadami. W ich poszukiwaniu dociera do małej wioski nad morzem i na nocleg zatrzymuje się u samotnej kobiety, w domostwie znajdującym się w głębokiej jamie piasku. Następnego dnia odkrywa, że drabina, po której zszedł, zniknęła, a on sam nie potrafi się wydostać. Okazuje się, że mieszkańcy wsi utrzymują się ze sprzedaży wydobywanego piasku, a Niki Jumpei stał się ich więźniem. Rodzina kobiety zginęła w wypadku, a on ma zastąpić jej męża.